# Paskuqan
Paskuqan (albanisch auch Paskuqani) ist ein Vorort der albanischen Hauptstadt Tirana. Bis 2015 war Paskuqan der Sitz einer eigenständigen Gemeinde (komuna), heute gehört sie zur Bashkia Kamza.

## Geographie

### Landschaft
Paskuqan liegt nördlich des Stadtzentrums von Tirana, von der Metropole durch den Fluss Tirana getrennt. Während das südliche Flussufer flach ist, steigt die Landschaft nördlich vom Fluss leicht an. Ein Hügelzug zieht sich vom Gebirge im Osten in die Ebene von Tirana hinein. Der im Westen bis nach Kamza verlaufende Hügelzug erreicht im Gebiet von Paskuqan Höhen zwischen 133 m ü. A. und über 200 m ü. A. (Kodër e Kuqe).

### See von Paskuqan

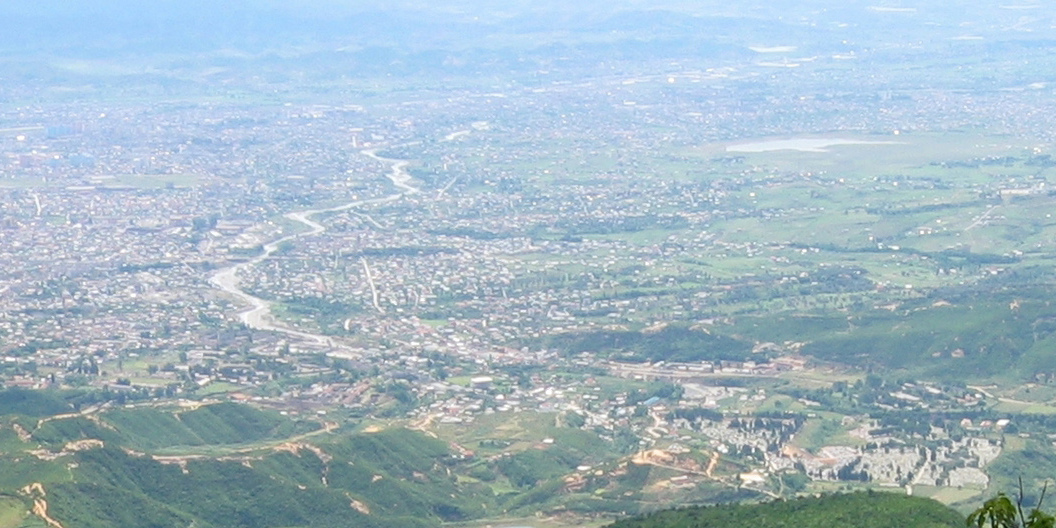
Paskuqan zwischen Fluss und Wasserspeicher (oben rechts), vom Dajti gesehen (2004)

Jenseits des Hügelzugs liegt die Ebene von Bathore, heute ein stark besiedeltes Gebiet von Kamza. In einer Mulde im Hügelzug wurde der Wasserspeicher Paskuqan (Ujëmbledhës i Paskuqanit) angelegt, der der Bewässerung der Landwirtschaftsflächen rund um Kamza diente. Er wurde mit Wasser aus der Tirana gespiesen, das dem Reservoir durch einen Kanal und einen Tunnel zugeführt wurde. Diese Wasserleitung wird heute nicht mehr unterhalten, weshalb der Wasserspeicher stark an Volumen eingebüßt hat.
Es bestehen Pläne, den (ursprünglich) rund 170 Hektar großen See in einen 216 Hektar großen Park umzuwandeln.

### Verwaltungseinheit
Paskuqan ist eine der beiden Njësite administrative (Verwaltungseinheiten) der Bashkia Kamza. Nebst Paskuqan gehören noch die Dörfer Babrru (Qendër), Fushë e Kërçikëve (beide östlich am Fluss), Kodër Babrru, Kodër e Kuqe, Paskuqan Kodër (alle drei auf dem Hügelzug), Paskuqan Fushë und Shpat zum 11,3 Quadratkilometer großen Gebiet der Verwaltungseinheit.
Paskuqan hat 34.398 Einwohner (Volkszählung 2023). 2011 lebten noch 37.349 Einwohner auf dem Gebiet der ehemaligen Gemeinde.
Im Jahr 2001 war Paskuqan die einwohnerreichste Komuna Albaniens. Im Jahr 2011 war sie nach Kashar, einem Vorort im Westen von Tirana, die zweitgrößte Komuna des Landes und gehörte 2011 zu den zehn größten Gemeinden Albaniens. 2023 war Paskuqan die 13. größte Ortschaft im Land.

## Entwicklung
Trotz der Nähe zu Tirana – knapp über zwei Kilometer vom Stadtzentrum entfernt – war Paskuqan lange ein sehr ländlich geprägtes Gebiet. Der Fluss trennte die Gemeinde von der Stadt – es gab kaum Verbindungen in die andere Welt. Durch die Landflucht in die urbanen Zentren nach dem Zusammenbruch des kommunistischen Regimes ab Beginn der 1990er Jahre und der immer weiter um sich greifenden Ausdehnung Tiranas nahm die Bevölkerung in Paskuqan stark zu. Paskuqan und Kamza sind diejenigen Gemeinden Albaniens, die zwischen 1989 und 2011 das größte Bevölkerungswachstum erfahren haben, insbesondere aus Nordostalbanien. Die Anbindung ans Stadtzentrum blieb jedoch schlecht, in der Gemeinde fehlte die notwendige Infrastruktur für eine solch große Bevölkerung. Allgemein ist die Region durch illegale Bebauungen und ungeplante Entwicklung geprägt. 2020/21 wurde die einspurige Brücke nach Tirana durch einen breiteren Neubau ersetzt, was zumindest den Verkehr nach Tirana erleichtert.
Der Fluss Tirana ist kaum zugänglich und stark verschmutzt. Es bestehen aber Pläne der Bashkia Tirana, das vernachlässigte und von Müll geprägte Gebiet am Fluss – wie den See – in einen langen Park zu verwandeln. Andere Pläne sehen aber vor, den nördlichen Teil der neuen Umfahrungsstraße von Tirana auf beiden Seiten entlang des Flusses zu bauen. Neben dieser Hochleistungsstraße soll Paskuqan durch weitere neue Straßen (Boulevardi i ri als Verlängerung der Nord-Süd-Achse aus Bulevardi Zogu i Parë und Bulevardi Dëshmorët e Kombit) und ausgebaute Brücken besser erschlossen werden.